# 부귀영화
"부귀영화"는 한국에서 제작된 인진미 감독의 2012년 다큐멘터리, 공포 영화이다. 이율리 등이 주연으로 출연하였다.

## 출연

### 주연
- 이율리
- 박혜린
- 전희경

## 기타
- 제작부: 윤철주
- 촬영부: 김동현
- 촬영부: 가정화
- 촬영부: 조용운
- 연출부: 배지현
- 조감독: 박대희
- 녹음: 윤일중
- 녹음: 박대희
- 사운드디자인: 이성진
- 미술: 이율리
- 미술: 한석경
- 미술: 전희경
- 미술: 첸 체웨이
- B카메라: 김동현
- B카메라: 인진미
- 촬영장비협조: 동의대 영화학과 몬스터미디어